# مسجد قزل‌حاجی‌لی
مسجد قزل‌حاجی‌لی (انگلیسی: Gizilhajili Mosque) یک مسجد قدیمی و بنای تاریخی معماری است که در شهر گنجه کشور جمهوری آذربایجان واقع شده است.
این مسجد که در سال ۱۸۷۷ ساخته شده است، با ابلاغیه شماره ۱۳۲ کابینه وزیران جمهوری آذربایجان در تاریخ ۲ اوت ۲۰۰۱ در فهرست آثار تاریخی و فرهنگی با اهمیت بومی قرار گرفت.